# Seseli peucedanoides
Seseli peucedanoides là một loài thực vật có hoa trong họ Hoa tán. Loài này được Koso-Pol. miêu tả khoa học đầu tiên.